# Paper Plane
Paper Plane è una canzone della rock band inglese Status Quo, uscita come singolo nel novembre del 1972.

## La canzone
Scritto da Francis Rossi e Bob Young (all'epoca quinto componente del gruppo), il brano ha il merito di riportare in auge la band dopo il passaggio al genere boogie rock e la firma per l'etichetta Vertigo Records.
Si distingue per energia, efficacia e semplicità: poco meno di tre minuti di puro hard rock scandito dalla trascinante sezione ritmica di Coghlan e Lancaster e dalle robuste chitarre di Rossi e Parfitt che esprimono un rock diretto e non pretenzioso, pieno di rabbia e senza compromessi.
La canzone viene registrata presso gli IBC Studios di Londra e pubblicata il 10 novembre del 1972; accompagnata da una sapiente gestione dell'immagine della band ad opera della nuova casa discografica, ottiene presto il favore delle radio e, grazie a questo, scala posizioni fino alle Top Ten (al numero otto), anticipando nel migliore dei modi l'uscita del seguente album Piledriver, in cui pure viene inclusa.
Il brano allontana la critica ma richiama l'interesse di innumerevoli teenager e, col passare degli anni, finisce con l'esercitare un'influenza determinante su moltitudini di rock band.
Una delle ultime cover della canzone si deve ai Persephone's Bees, gruppo statunitense di Oakland di matrice pop-dance elettronica, che nel 2006 ne hanno incluso una particolare versione nell'album Notes from the Underworld.

## Tracce
1. Paper Plane - 3:07 - (Rossi/Young)
2. Softer Ride - 3:34 - (Parfitt/Lancaster)

## Formazione
- Francis Rossi (chitarra solista, voce)
- Rick Parfitt (chitarra ritmica, voce)
- Alan Lancaster (basso, voce)
- John Coghlan (percussioni)

## British singles chart
| Posizione | 40 | 24 | 15 | 11 | 8 | 10 | 10 | 13 | 26 | 34 | 50 | 48 | uscito |